# Javorná (zámek)
Javorná je barokní zámek severozápadně od stejnojmenné vesnice při silnici č. 208 do Bochova v okrese Karlovy Vary. Jde o jednokřídlý zámek s hospodářským traktem a s kostelem svatého Jana Nepomuckého z roku 1729–1730. Je ve špatném stavu; část jeho hospodářského traktu byla navíc v minulosti necitlivě přestavěna. Od roku 1964 je chráněn jako kulturní památka.

## Historie
Zřejmě již od poloviny 14. století zde bylo bečovské manství. První zmínka o zdejší vsi s tvrzi pochází z roku 1366, kdy patřily Luitoldovi z Javorné, který byl, stejně jako jeho nástupci, leníkem Rýzmburků, vládnoucích na Bečově a na Andělské Hoře. Počátku 15. století Javornou drželi Zajícové z Hazmburka, kteří ji připojili k panství Andělská Hora. Zdejší tvrz poté ztratila význam a byla patrně užívána k hospodářským účelům.
V letech 1412–1567 patřila Javorná pánům z Plavna, po nich byli držiteli Hasištejnští z Lobkovic. Od konce 16. století patřila Javorná Colonům z Felsu. Ti o majetek přišli pro svoji účast na stavovském povstání. Roku 1623 prodal panství Albrecht z Valdštejna Questenberkům. Ti postavili v letech 1729–1730 nový zámek, vzdálený asi 1 km severozápadně od vsi, na okraji rozsáhlé obory lesní zvěře. Zámek měl původně sloužit k loveckým účelům, později byl využit jako sídlo hospodářské správy a po zániku javorenského farního kostela svatého Martina se západní křídlo zámku sousedící s kaplí stalo farou a kaple převzala funkci farního kostela.
V roce 1752 získali Javornou jako součást bečovského panství Kounicové. Od roku 1831 patřila Javorná Beaufort-Spontiniům. Roku 1929 zakoupila zámek spolu s okolními lesy Kolegiátní kapitula staroboleslavská. Ta zámek vlastnila do roku 1948, kdy jí byl zabaven československým státem.
Po druhé světové válce byl zámek využíván státním statkem, ale od 80. let 20. století zůstal bez využití a začal chátrat.
V letech 2007–2010 došlo po dlouhých sporech k navrácení původnímu majiteli, který se pokouší o jeho postupnou obnovu.

## Galerie

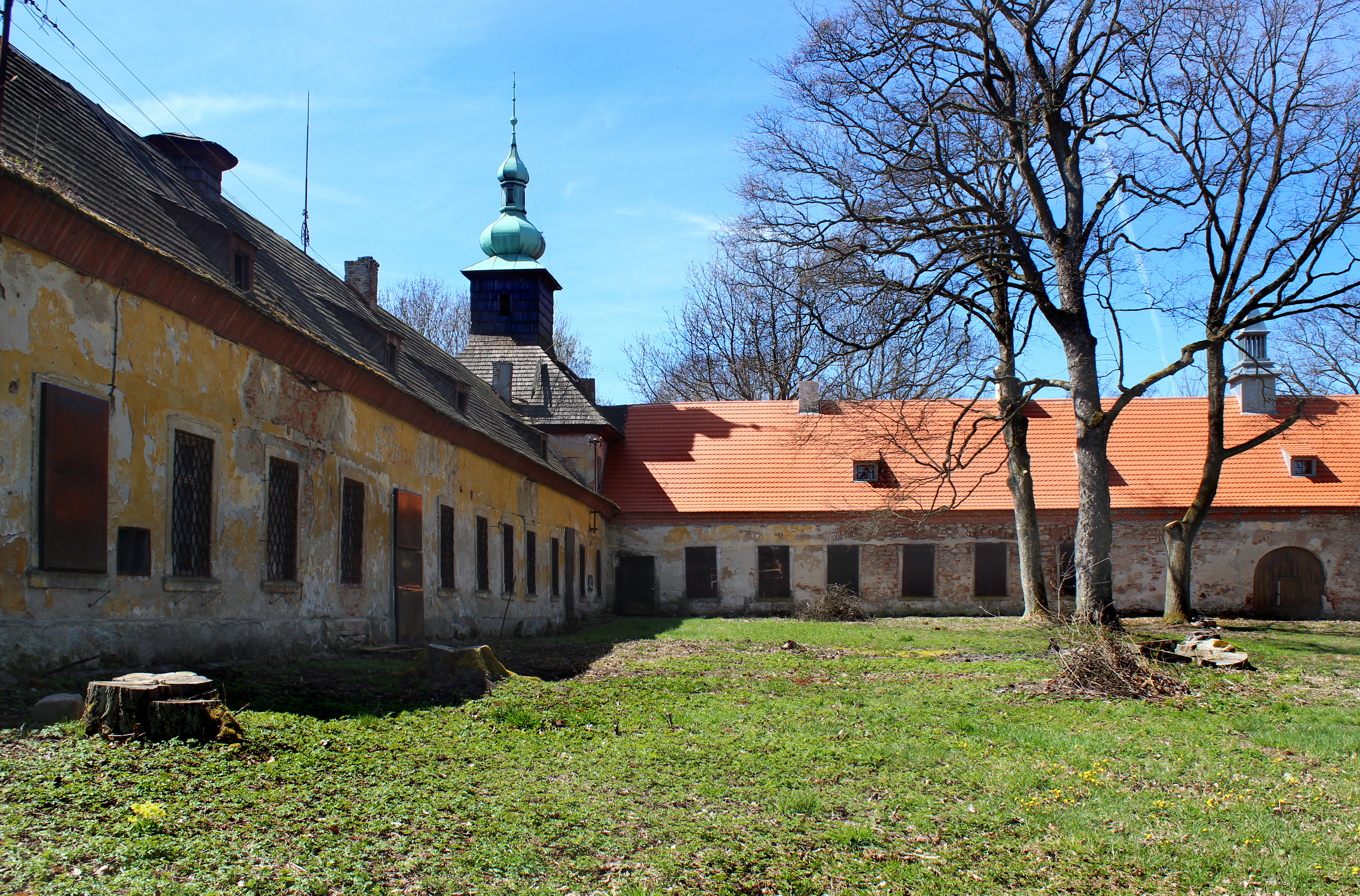
Zadní trakt zámku
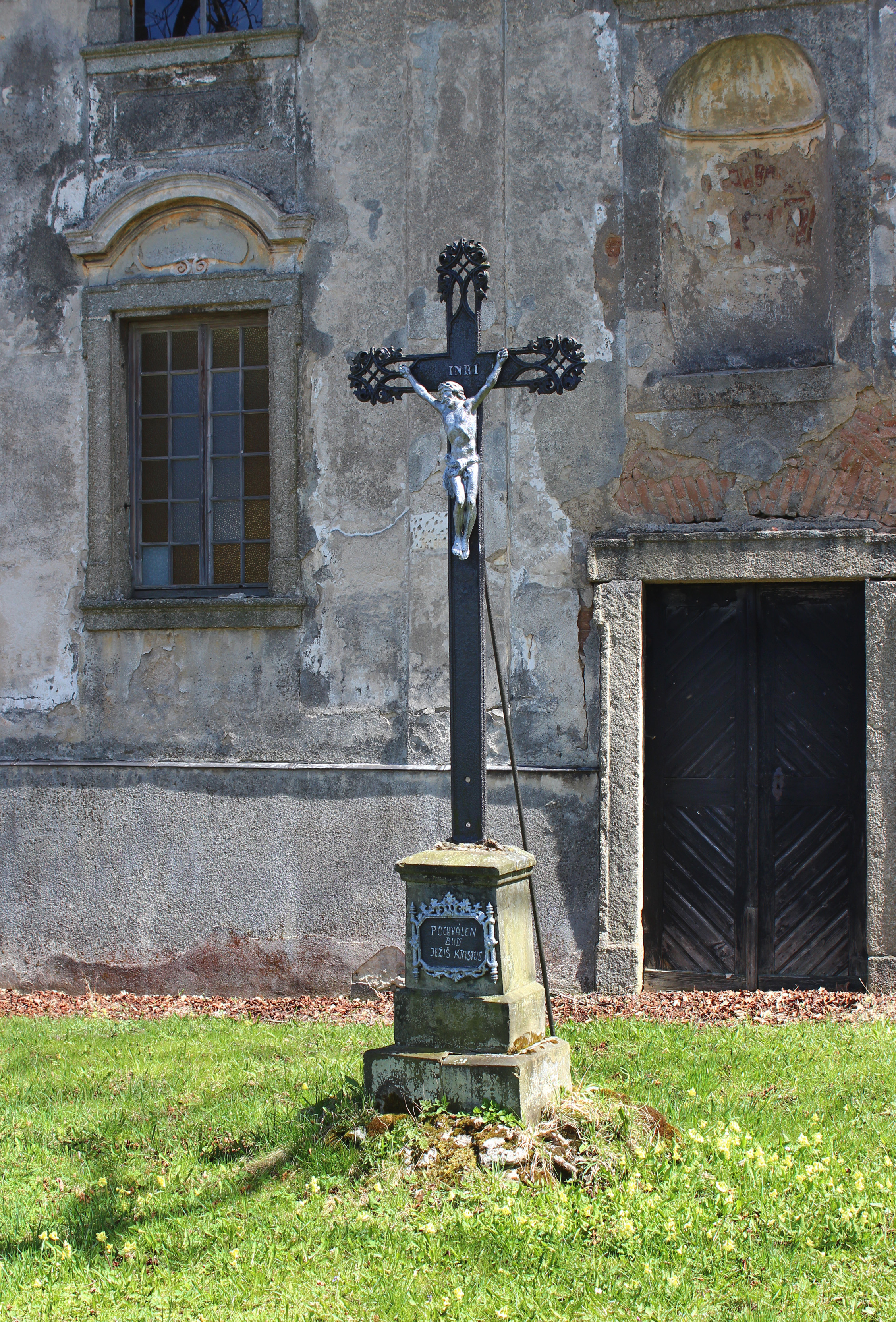
Křížek u kostela
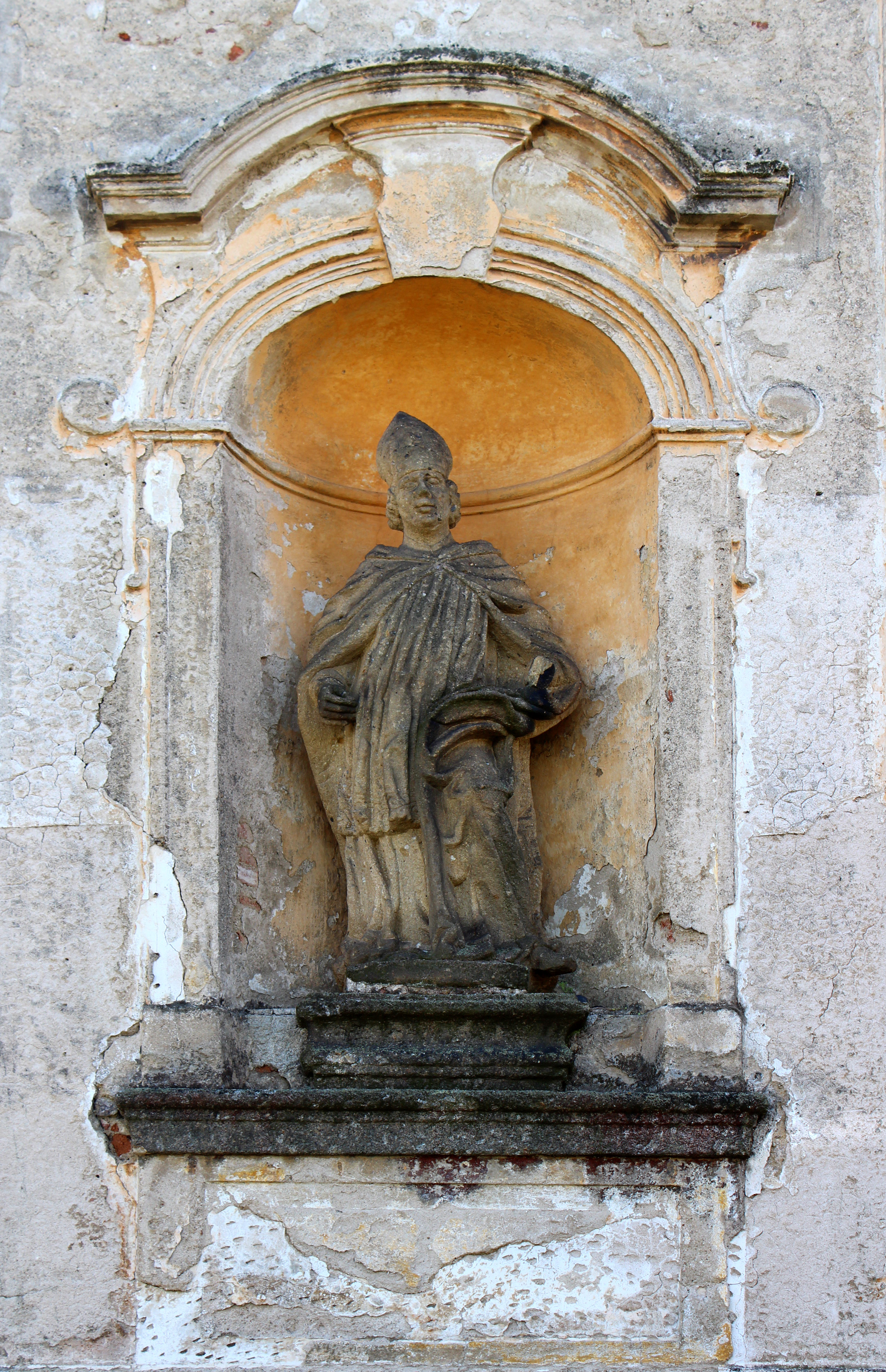
Socha ve výklenku kostela